# Saša Čađo
Saša Čađo, född 13 juli 1989 i Sarajevo, är en serbisk basketspelare. Čađo blev olympisk bronsmedaljör i basket vid sommarspelen 2016 i Rio de Janeiro.